# Nawaf Al-Khaldi
Nawaf Al-Khaldi (en árabe: نواف خالد الخالدي‎; Kuwait, 25 de mayo de 1981) es un exfutbolista de Kuwait que jugaba en la posición de guardameta.

## Carrera

### Club
| Periodo   | Club       | Apariciones | Goles |
| --------- | ---------- | ----------- | ----- |
| 1997-2001 | Khaitan SC | 46          | 0     |
| 2001-2017 | Qadsia SC  | 325         | 0     |

### Selección nacional
Jugó para Kuwait en 115 ocasiones de 2000 a 2014, participó en los Juegos Olímpicos de Sídney 2000, tres ediciones de la Copa Asiática y dos ediciones de los Juegos Asiáticos.

## Logros
- Liga Premier de Kuwait (9): 2002–03, 2003–04, 2004–05, 2008–09, 2009–10, 2010–11, 2011–12, 2013–14, 2015–16
- Copa del Emir de Kuwait (7): 2002–03, 2003–04, 2006–07, 2009–10, 2011–12, 2012–13, 2014–15
- Copa de la Corona de Kuwait (7): 2002, 2004, 2005, 2006, 2009, 2012–13, 2013–14
- Supercopa de Kuwait (4): 2009, 2011, 2013, 2014
- Copa Federación de Kuwait (4): 2007–08, 2008–09, 2010–11, 2012–13
- Copa Al-Khurafi (2): 2002-03, 2005-06
- Copa AFC (1): 2014
- Copa de Clubes Campeones del Golfo (2): 2000, 2005